# Rhea
Rhea (görög betűkkel Ῥέα, Rheia, kiejtve Rea) női titán (titanisz) a görög mitológiában.
Uranosz és Gaia leánya, valamint Kronosz felesége, akitől gyermekei, Hesztia, Démétér, Héra, Hadész (Aidész), Poszeidón és Zeusz születtek.
Kronosz születésük után lenyelte első öt gyermekét, mert attól tartott, hogy valamelyikük megfosztja hatalmától. A gyermekek azonban istenként továbbéltek apjuk belsejében. Amikor Rheia újabb gyermeket várt, titokban tartva, Árkádiában szülte meg, majd Gaiával Krétára vitette, ahol a Meliászok (Adraszteia, Ida és Melissza) nevelték. Hazatérve Rheia Kronosznak egy bepólyázott követ adott, aki azt gondolván, hogy a gyermeke az, lenyelte. Zeusz amikor felcseperedett és megtudta, hogy mit követett el apja, bosszút forralt és varázsital segítségével meghánytatta őt, hogy kiszabadíthassa testvéreit. A három fiútestvér Zeusz, Poszeidón és Hadész megfosztották apjukat a hatalomtól, majd megosztva azt, ők uralkodtak a világon. Zeusz az égbolt, Poszeidón a tenger, Hadész pedig az alvilág ura volt. Rheia három lánya istennő lett és az Olümposzon éltek.
Rheáról nevezték el a Szaturnusz egyik holdját.